# État souverain de Santander
1857–1886
Entités précédentes :
- Province de García Rovira
Province d'Ocaña
Province de Pamplona
Province de Santander
Province de Socorro
Province de Soto

Entités suivantes :
- Santander
Norte de Santander

L'État souverain de Santander, créé sous le nom d'État fédéral de Santander, est une division administrative et territoriale de la Confédération grenadine puis des États-Unis de Colombie. Il a été créé le 13 mai 1857. 

## Géographie

### Géographie physique
L'État souverain du Santander est géographiquement l'équivalent des actuels départements de Santander et Norte de Santander.

### Limites
- Nord : État souverain de Magdalena
- Est : Venezuela
- Sud : État souverain de Boyacá
- Ouest : État souverain de Bolívar, État souverain d'Antioquia

### Organisation territoriale
L'État de Santander est divisé en huit départements, eux-mêmes divisés en districts. 
- Département de Cúcuta (San José de Cúcuta)
- Département de García Rovira (Concepción)
- Département de Guanentá (Barichara)
- Département d'Ocaña (Ocaña)
- Département de Pamplona (Pamplona)
- Département de Socorro (El Socorro)
- Département de Soto (Bucaramanga)
- Département de Vélez (Vélez)

La capitale de l'État souverain de Santander fut El Socorro entre 1861 et 1886.

## Démographie
Au recensement de 1870, l'État de Santander compte 425 427 habitants dont 204 551 hommes et 220 876 femmes.